# Ocre ferreuse
Pour les articles homonymes, voir ocre (homonymie).

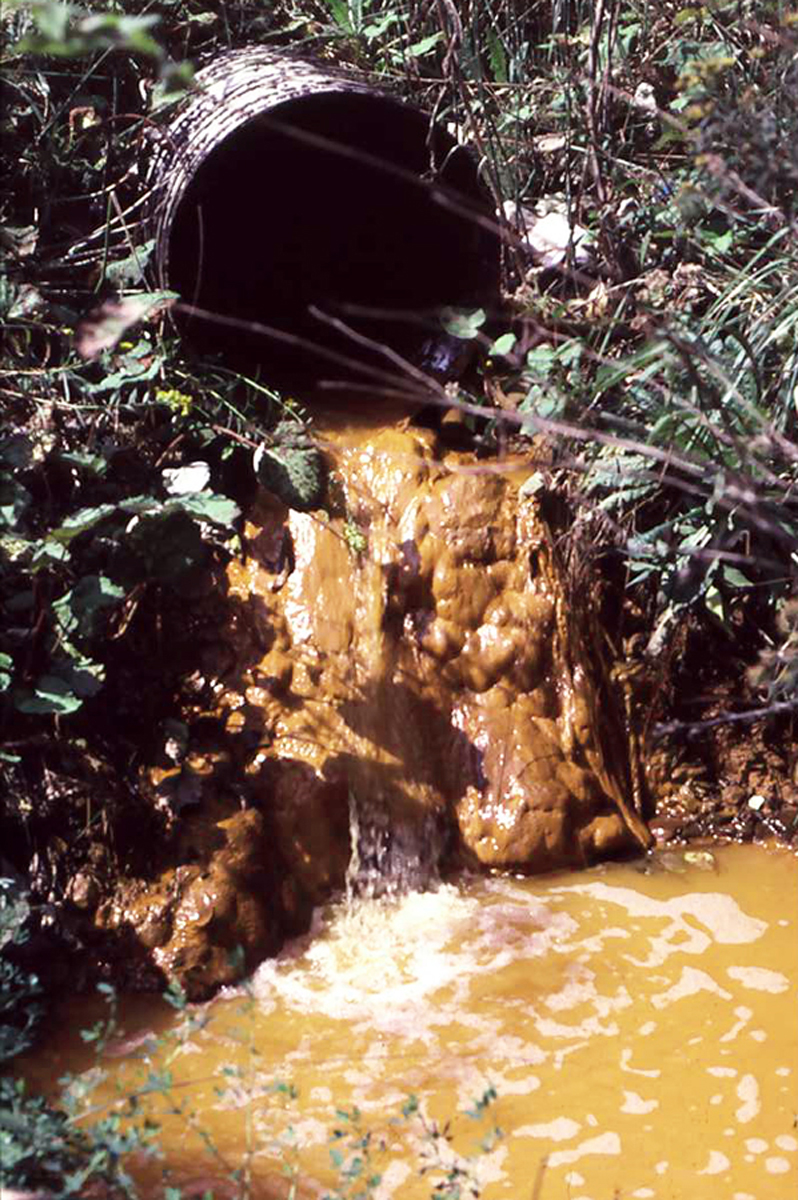
Ocre ferreuse à la sortie d'une évacuation d'eau à Belmont (Ohio), États-Unis.

L'ocre ferreuse est un dépôt boueux rougeâtre résultant d'une réaction chimique ou bactériologique impliquant l'eau, l'air et le fer,. Elle résulte de la formation et de l'accumulation d'hydroxyde de fer (oxyde de fer hydraté appelé ferrihydrite) par un processus d'oxydation abiotique, ou par un processus d'oxydation biotique qui fait intervenir des ferrobactéries microaérophiles, ces deux processus dépendant du taux d'oxygène et du pH du milieu,.

## Formation
En condition oxique et à pH neutre, la formation de ferrihydrite est principalement assurée par le processus abiotique, les eaux courantes emportant ces oxydes. En condition oxique et à pH acide, ou 
lors d'une transition entre conditions oxiques et anoxiques, le processus biotique prédomine, les eaux stagnantes ou à écoulement lent engendrant les dépôts de ferrihydrite qui devient alors bien visible. Plusieurs facteurs favorisent ce processus biotique : eau chargée en fer ferreux Fe2+ (le plus souvent, eau qui a séjourné longtemps sous terre dans des conditions anaérobies, parfois source ferrugineuse) ; eau stagnante ou à écoulement lent qui favorise le développement des ferrobactéries microaérophiles.

## Impacts dans la construction

### Drainage
L'accumulation d'ocre ferreuse dans les drains de fondation des bâtiments peut entraîner un mauvais fonctionnement de ces derniers, voire les bloquer totalement.